# Інститут каталонознавства

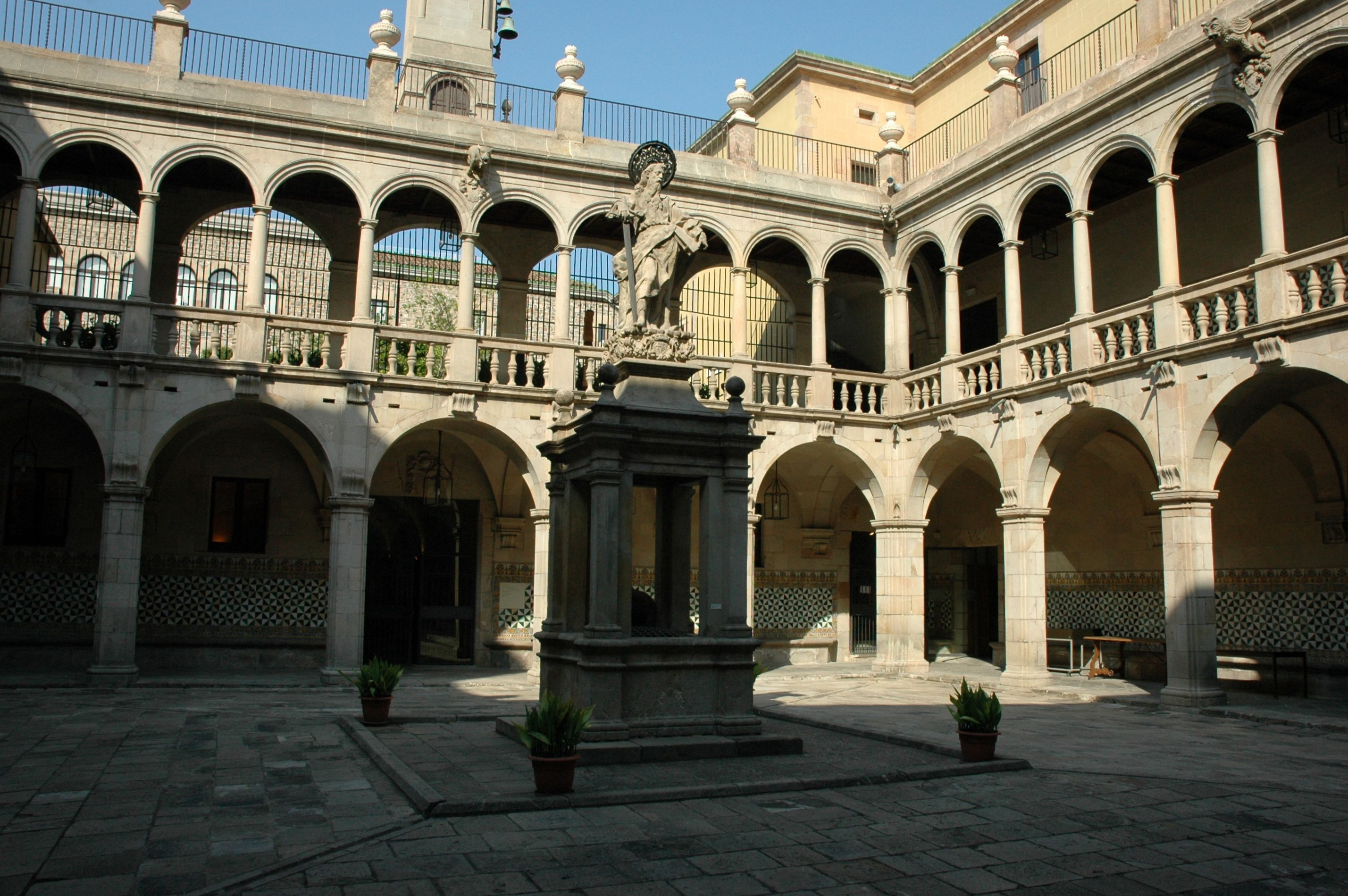
Внутрішнє подвір'я будинку Casa de Convalescència, де розташований Інститут каталонознавства. У центрі статуя Св. Павла, робота Люїса Буніфаса.

Інститу́т катало́нознавства (кат. Institut d'Estudis Catalans) — наукова установа, головним завданням якої є фахові дослідження каталонської культури, що стосується, зокрема, гуманітарної сфери, вивчення, кодифікації та сприяння розвиткові каталанської мови, а також створення умов розвитку різних наук з використанням каталонської мови.
Інститут каталонознавства було засновано 18 червня 1907 р. з ініціативи Енріка Прата де ла Ріба (кат. Enric Prat de la Riba), президента провінції Барселона. У 1922 р. Інститут каталонських студій було прийнято до лав Міжнародного академічного союзу. 26 листопада 1976 р. королівським указом № 3118/1976, а також 17 травня 2001 р. резолюцією Женералітату Каталонії визначено головні принципи роботи установи.
Статут Інституту каталонознавства було ухвалено 22 січня та 2 квітня 2001 р., опубліковано 22 травня 2001 р. та 26 жовтня 2001 р. в «Офіційному бюлетені» (кат. Diari Oficial) Женералітату Каталонії № 3393 та № 3501.
З найважливіших робіт, які було опубліковано Інститутом каталонознавства, можна назвати роботи Пумпеу Фабри «Норми орфографії», «Орфографічний словник», «Граматика каталанської мови» та «Загальний словник каталанської мови».
Статтею 2 Статуту Інституту каталонознавства, а також статтею 1 королівського декрету № 3118/1976, зазначається, що географічно його сфера діяльності (кат. àmbit d'actuació) поширюється на всі території, де вживається каталанська мова (насправді норми каталонської мови в Автономній області Валенсія регулюються Валенсійською мовною академією).
У ст. 6 зазначається, що Інститут каталонознавства розташовується у Барселоні, представництва можуть засновуватися і в інших населених пунктах. У 2008 р. такі представництва були розташовані у місті Кастельо-де-ла-Плана, Перпіньяні, Льєйді, Алакані та Валенсії. 
Ст. 4 визначає «власну мову» Інституту каталонознавства, якою є каталонська мова.